# Monastero Bormida
Monastero Bormida (piemontiul: Monasté an Bormia) település Olaszországban, Piemont régióban, Asti megyében. Lakosainak száma 861 fő (2023. január 1.). Monastero Bormida Bistagno, Cassinasco, Loazzolo, Roccaverano, Bubbio, Denice, Ponti és Sessame községekkel határos.

## Népesség
A település lakossága az elmúlt években az alábbi módon változott:
| Lakosok száma | 932  | 934  | 861  |
|               | 2017 | 2018 | 2023 |